# Nebritus tanneri
Nebritus tanneri är en tvåvingeart som först beskrevs av Hardy 1938.  Nebritus tanneri ingår i släktet Nebritus och familjen stilettflugor. Inga underarter finns listade i Catalogue of Life.